# Lee Bowyer
Lee David Bowyer (Canning Town, 3 januari 1977) is een Engels voormalig voetballer die als middenvelder speelde. In totaal scoorde hij 68 keer in 489 competitiewedstrijden. Nadien werd hij trainer.
Bowyer begon zijn loopbaan in 1994 bij Charlton Athletic. Tussen 1996 en 2003 speelde hij meer dan 200 wedstrijden voor Leeds United AFC. Hierna speelde hij voor West Ham United en Newcastle United. Sinds 2009 komt hij uit voor Birmingham City. Hij besloot zijn loopbaan in het seizoen 2011/12 bij Ipswich Town FC. In 2002 speelde hij eenmaal in het Engels voetbalelftal. Bowyer raakte meerdere malen in opspraak zowel binnen als buiten het veld.
Op 2 april 2005 ging Bowyer op de vuist met teamgenoot Kieron Dyer tijdens het duel tussen Newcastle United en Aston Villa (0-3). Pas dertien jaar later onthulde Dyer de aanleiding, toen zijn biografie Old too soon, smart too late (Te snel oud, te laat slim). "Lee is een goede gozer en we kunnen nu ook weer normaal met elkaar opschieten, maar tijdens zijn carrière had hij soms een kort lontje. Soms knapte er iets bij hem en dat gebeurde tijdens die wedstrijd tegen Aston Villa," vertelt Dyer in het boek. "Hij was van mening dat ik hem bewust oversloeg en bleef maar om de bal vragen, terwijl ik betere opties zag. Op een gegeven moment reageerde ik: 'Weet je waarom je de bal niet krijgt? Because you're fucking shit." Dyer en Bowyer moesten door teamgenoten en tegenstanders uit elkaar worden gehaald. Beide spelers kregen de rode kaart, Bowyer liep met een gescheurd shirt van het veld af. De beelden van de vechtpartij gingen de hele wereld over.

## Erelijst
Birmingham City
- League Cup

2011